# Джулиан Асанж
Джулиан Асанж, срещан понякога и като Джулиан Асандж (на английски: Julian Paul Assange, произнася се „Асанж“), е австралийски програмист, журналист и интернет активист, основател на Wikileaks.
Той публикува голямо количество свръхсекретни материали, касаещи шпионски скандали, корупция по високите етажи на властта, военни престъпления и тайни на дипломацията на големите държави.

## Биография
Асанж е австралиец и наследник по майчина линия на шотландски и ирландски имигранти, които пристигат в Австралия в средата на XIX век. През 1972 г. майка му Клер се жени за директор на пътуващ театър и Джулиан прекарва детството си в непрекъснати снимки. През 1979 г. тя се разделя с директора на театъра, започвайки да се среща с музикант, от когото има друг син.
Впоследствие се оказва, че новият избраник на майка му е член на сектата „Семейството“ на Енно Хамилтън Бърн. Членовете на тази секта дават новородените на основателя ѝ. Майка му, страхувайки се за съдбата на сина си, избира свободата, като Асанж между 11- и 16-годишна възраст отново е на път.
Джулиан има афинитет към програмирането, който се появява след 16-годишната му възраст, когато се сдобива с модем и започва да работи в мрежите, предшестващи Интернет, под името Мендакс (на английски Mendax). Арестуван е по подозрение за кражба на 500 хил. долара от сметките на „Ситибанк“. Разследването не потвърждава подозренията и оборудването за сърфиране му е върнато.
Джулиан Асанж изпраща на „Гардиън“, „Шпигел“ и „Ню Йорк Таймс“ около 100 000 документа с класифицирана информация за войната в Афганистан от 2001 г. Част от документите разкриват убийството на цивилни от американската армия. След публикуването на тези документи избухва международен скандал. В отговор Асанж казва, че на негово разположение са още около 15 хиляди документа с класифицирана информация на Пентагона.
През октомври 2010 г. на страниците на Уикилийкс излизат и компрометиращи армията на САЩ документи за приключилата през август 2010 г. война в Ирак (2003).
На 11 април 2019 г. Асанж е арестуван от лондонската полиция в посолството на Еквадор в града, където пребивава в продължение на 7 години. Арестът се дължи на отказа му да се яви в съда през юни 2012 г. за екстрадиция към Швеция. Еквадорският президент Ленин Морено заявява, че страната му е отнела убеждището на Асанж, след като той многократно е нарушил международните споразумения относно вътрешнодържавната намеса. Асанж е признат за виновен за нарушаване на условията за гаранция по-късно същия следобед. Бившият еквадорски президент, Рафаел Кореа, боливийският президент Ево Моралес, говорителката на МВнР на Русия Мария Захарова, както и Едуард Сноудън осъждат ареста на Асанж на същия ден. В столицата на Еквадор, Кито, привърженици на Асанж влизат в сблъсъци с полицията, в резултат на които няколко души са задържани, а други – ранени, като сред пострадалите има журналисти и фотографи.
На 1 ноември 2019 г. Мелцер заявява, че здравето на Асанж продължава да се влошава и животът му сега е изложен на риск. и че правителството на Обединеното кралство не е действало по въпроса.
През ноември 2019 г. в отворено писмо, подписано от повече от 60 лекари, се казва, че здравето на Асанж е влошено до степен, че той може да умре в затвора.
На 30 декември 2019 г. Мелцер обвинява правителството на Обединеното кралство, че измъчва Джулиан Асандж. Той казва, че „продължаващото излагане на Асанж на тежко психическо и емоционално страдание ... очевидно представлява психологическо изтезание или друго жестоко, нечовешко или унизително отношение или наказание“.
На 3 януари 2020 г. Ройтерс предава призива на президента на Мексико Андрес Мануел Лопес Обрадор да бъдат прекратени изтезанията на Джулиан Асанж, като бъде освободен от затвора в Лондон.

## Телевизионен водещ
На 17 януари 2012 г. Асанж стартира онлайн телевизионно предаване „Светът утре“, което е излъчвано в ефир в кооперация с „Русия днес“. Първото интервю е с Хасан Насрала. Следващите гости са Славой Жижек и Дейвид Хоровиц, Монсеф Марзуки, Ала Абд ел-Фатах и Набел Раджаб, Моазам Бег, Рафаел Кореа, Дейвид Грабер, Имран Кхан, Ноам Чомски и Тарик Али, Анвар Ибрахим и др.

## Политическо преследване
За лична сигурност Асанж кандидатства за убежище в Швеция. През август 2010 г. е обвинен от шведската прокуратура в нападение и изнасилване на 2 шведки, скоро обвинението в изнасилване е оттеглено, но по обвинението за нападение разследването продължава. Той смята, че е възможно Пентагонът да стои зад обвиненията в нападение и изнасилване, отправени за кратко срещу него с цел да се унищожи сайтът, поставящ американската армия в затруднено положение заради публикуването на поверителни документи. Това Асанж изтъква в интервю за шведския таблоид „Афтонбладет“. Той разказва, че е бил предупреден да е нащрек за сексуални капани, без да уточнява дали смята, че е станал жертва именно на този тип машинации. В своето интервю Асанж отрича твърденията на шведките за нападение и изнасилване срещу тях от негова страна и ги определя като злонамерена маневра срещу Уикилийкс.
През декември 2010 Асанж, тогава в Британия, научава, че Швеция е поискала екстрадирането му.
На 19 юни 2012 той поисква политическо убежище от правителството на Еквадор и се установява в посолството на тази страна в Лондон. На 16 август 2012, външният министър на Еквадор обяви, че еквадорското правителство дава на Асанж дипломатическо убежище поради загриженост, че Асанж може да бъде екстрадиран в САЩ. Британското външно министерство, заяви, че е „разочаровано“ и че няма да позволи Асанж да напусне страната. Еквадорският президент Рафаел Кореа обяви, че Асанж може да остане в еквадорското посолство „неограничено дълго време“.
В реч, дадена на 19 август 2012 от терасата на еквадорското посолство, Асанж призова правителството на САЩ да прекрати „лова на вещици“ и спомена редица знакови преследвания на политически активисти, сред които американският войник, сътрудник на Уикилийкс, Брадли Манинг и руската пънк група Pussy Riot.
По повод съдебното преследване на Асанж Пол Крейг Робъртс казва: „Това не е просто реванш срещу Менинг и Асанж за разкриването на криминалните действия на правителството на Съединените щати, за разкриването на измамите на Вашингтонската клика. Те разбира се искат реванш, защото са такива дребнави тирани, но са си изфабрикували този прецедент, който ще им позволи те да контролират обясненията, а не журналистите. Така че от тук нататък журналистиката ще функционира като Министерство на пропагандата. Това вече е направено с основните медии. Няма и грам независимост в амерканската преса и телевизизия. Те стриктно пропагандират за правителствто. Съмнявам се, че има независимост и в британските печатни и електронни медии. Действително ББС звучи кат тромпет на пропагандата на Вашингтон.  Това на което сме свидетели и което наистина се случва с Асанж е терор. Той не е виждал децата си от седем години. Той фактически е бил в затвор седем години. Това е ужасно. Това, което сега му се случва, е още по-ужасно. Но най-ужасното от всичко е, че убиват истината. Свободата на словото беше убита от правителството на Съединените щати, с помощтта на правителството на Великобритания, изцяло подкрепени от англо-американските медии.

## Награди
През 2008 г. Джулиан Асанж е награден от „Амнести интернешънъл“ за публикуване на материали за корупцията на управляващите в Кения. През 2011 г. списание „Тайм“ го обявява в списъка на 100-те най-влиятелни хора в света.
Правителството на Виртландия (интернет държавата) е предоставила гражданство на Джулиан Асанж в знак на подкрепа и признание за своите постижения.
| „ | Вярвам в правото на общуване и неприкосновеността на историята, защита на личните данни за слабите и прозрачност за овластените. | “ |
| Джулиън Асанж: Вярвам в правото на общуване и неприкосновеността на историята, bivol.bg 2.05.2011 г. | |   |